# Шангараев, Айтжан Турарович
Айтжан Турарович Шангараев (22 января 1963, Карасуский район, Целинный край — 22 июня 2020) — советский самбист, бронзовый призёр первенства СССР среди юношей, чемпион СССР среди юниоров, чемпион СССР 1981 и 1984 годов, победитель и призёр розыгрышей Кубка СССР, чемпион Европы 1984 года, победитель командного Кубка мира 1984 года, мастер спорта СССР международного класса.

## Биография
Выступал в наилегчайшей весовой категории (до 48 кг). Член сборной СССР по самбо 1981—1987 годов. Его наставником был Заслуженный тренер СССР по самбо Темирхан Досмухамбетов. В 17 лет Шангараев стал первым казахом, ставшим чемпионом СССР среди взрослых. Скончался 22 июня 2020 года от осложнений, вызванных COVID-19.

## Семья
Брат Кайрат (1965—2020) также был также занимался самбо, был победителем первенств Казахстана, победителем мемориала имени А. А. Харлампиева, Заслуженным тренером Казахстана. В 2010—2020 годах был старшим тренером сборной Казахстана по самбо.

## Спортивные результаты
- Чемпионат СССР по самбо 1981 года — ;
- Чемпионат СССР по самбо 1984 года — ;
- Самбо на летней Спартакиаде народов СССР 1986 — ;